# Lakhmidi

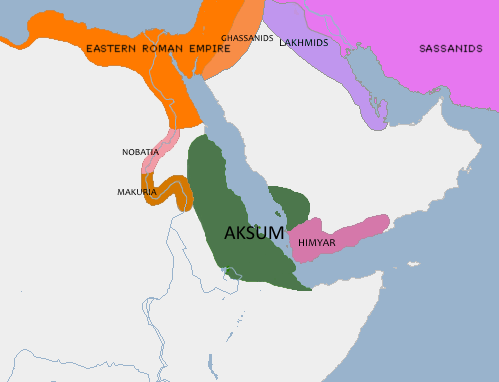
In azzurro sfumato, il territorio dei Lakhmidi

I Lakhmidi (in arabo اللخميون‎?, al-Lakhmiyyūn), meno comunemente chiamati anche Munadhiridi (in arabo المناذرة‎?, al-Munādhira, lett. "dei Mundhir"), furono una popolazione araba cristiana che visse nella Mesopotamia meridionale (oggi Iraq meridionale) e che ebbe dal 266 come sua capitale al-Ḥīra, celeberrima ai suoi tempi per il gran numero di palazzi (come quello di Khawarnaq) e di terme, nonché per i suoi giardini e i suoi palmeti. I poeti la descrissero come un Paradiso in terra e un poeta arabo parlò del suo gradevole clima e della sua bellezza dicendo: "un giorno ad al-Hīra è meglio di un anno di cure". Le rovine di al-Hīra sorgono a 3,5 km a sud di Kufa, sulla sponda destra del fiume Eufrate.

## Storia
Il regno lakhmide fu retto dalla tribù dei Banū Lakhm. Il fondatore della dinastia fu ʿAmr, il cui figlio Imruʾ al-Qays (da non confondere col famoso poeta Imruʾ al-Qays che visse nel VI secolo) si convertì al Cristianesimo. Gradualmente si convertì l'intera città. Imruʾ al-Qays sognò un regno arabo unito e indipendente e, a seguito di questo sogno, s'impadronì di varie città dell'Arabia e sconfisse il sovrano (tubbaʿ) di Himyar Shimrir al-Aʿsha. Formò poi un grande esercito e creò una marina militare, che consistette in una flotta di navi che operava con le popolazioni della costa del Bahrein. Da questa posizione attaccò le città costiere della Persia (Iran) (che a quel tempo era in piena guerra civile, dovuta a dispute successorie), razziando persino la terra natale dei re sasanidi: la provincia del Pars (Fārs).
Nel 325 i Persiani, condotti da Sapore II, avviarono una campagna militare contro i regni arabi. Quando Imruʾ al-Qays capì che un potente esercito persiano di 60.000 guerrieri si stava avvicinando al suo regno, chiese aiuto all'Impero romano. Costante I promise di aiutarlo ma non fu in grado di fornirgli quel soccorso di cui egli aveva bisogno. I Persiani avanzarono verso al-Ḥīra e una serie di battaglie sfortunate ebbe luogo presso la capitale lakhmide, portando alla resa di varie città. Sapore II sgominò l'esercito lakhmide e conquistò la capitale e ordinò lo sterminio della sua popolazione come vendetta per le sue incursioni nel Pars. In ciò il giovane Sapore agì assai più violentemente del normale a quell'epoca, per dimostrare ai regni arabi e alla nobiltà persiana il suo potere e la sua autorità. Il titolo in lingua araba di Sapore è Dhū l-Aktaf, che significa Colui che squarcia le spalle, visto che questo è ciò che fece ad alcuni dei suoi prigionieri.
Egli insediò Aws ibn Qallam e concesse alla città l'autonomia, rendendo così il regno uno Stato-cuscinetto tra il territorio metropolitano dell'Impero persiano e il territorio degli altri arabi della Penisola araba.
Imruʾ al-Qays fuggì in Bahrayn e poi in Siria, portando con sé il sogno di una nazione araba unificata, invocando il promesso aiuto di Costante I che però non si concretizzò mai e in quest'attesa egli rimase fino alla sua morte. Con lui finì il suo sogno unificatore, concretizzato solo con l'avvento dell'Islam. Quando morì fu seppellito ad al-Namāra, nel deserto siriano. La sua iscrizione funebre è scritta in un tipo di scrittura estremamente difficile da capire ma recentemente essa è stata considerata il primo esempio di paleo-arabo. In essa Imruʾ al-Qays si proclamava "Re di tutti gli arabi" e vantava di aver condotto con successo campagne militari nell'intero settentrione arabo e nel centro della Penisola, fino ai confini con l'oasi sud-arabica di Najrān. Due anni dopo la sua morte, nel 330, una rivolta scoppiò allorché Aws ibn Qallām fu ucciso da ʿAmr, figlio di Imruʾ al-Qays.
I principali rivali dei Lakhmidi furono in seguito i Ghassanidi, che erano vassalli dei sovrani maggiormente nemici dei Sasanidi: l'Impero bizantino. Il regno lakhmide fu il principale centro della comunità cristiana nestoriana che fu protetta dai Sasanidi, in quanto opposta all'Ortodossia bizantina. Essi restarono influenti durante tutto il VI secolo.
Nel 602, nondimeno, l'ultimo re lakhmide, al-Nuʿmān III, fu messo a morte dallo shāhanshāh sasanide Khosrau II per l'infondato sospetto di tradimento e il regno lakhmide fu annesso all'Impero persiano sasanide. Questo agevolò non poco l'Islam, che trovò in quella che era diventata una satrapia persiana un atteggiamento ostile ai persiani e favorevole ai musulmani, arabi anch'essi come gli abitanti del dominio lakhmide. La città di al-Ḥīra a quel punto era stata pressoché abbandonata e i suoi resti furono riciclati dai musulmani per erigere il campo fortificato (miṣr) della vicina Kufa.

## Avvenimenti legati al regno lakhmide
- al-Ḥīra fu la culla dell'alfabeto arabo.
- Fu il luogo di nascita di famosi poeti quali: al-Nābigha al-Dhubyānī, Laqīṭ b. Yaʿmur al-Iyādī, ʿAlqama b. ʿAbada al-Tamīmī e ʿAdī ibn Zayd al-ʿAbbādī. Fu visitata da altri grandi poeti come Ṭarafa ibn al-ʿAbd, ʿAmr b. Kulthūm (che uccise ʿAmr III).
- L'esercito sasanide, nel quale combatteva il re lakhmide al-Mundhir IV stesso con il suo esercito, sconfisse il famoso generale bizantino Belisario due volte nella Battaglia di Edessa (530) e nella Battaglia di Callinicum (531).
- Dopo la morte di al-Nuʿmān III, gli arabi sconfissero i persiani nella celebre battaglia di Dhū Qār.
- I Lakhmidi talora ebbero buone relazioni con persiani come Bahram V, che visse ad al-Ḥīra e fu educato alla corte di al-Mundhir I, il cui sostegno lo aiutò a guadagnare il trono dopo l'assassinio di suo padre.

## Re lakhmidi
1. ʿAmr I ibn ʿAdī (268-288)
2. Imruʾ al-Qays I ibn ʿAmr (288-328)
3. Aws ibn Qallām (325-330)
4. ʿAmr II ibn Imruʾ al-Qays (370-382)
5. Imruʾ al-Qays II "al-Muḥarriq" ibn ʿAmr (382-403)
6. Nuʿmān I ibn Imruʾ al-Qays "al-Aʿwar", ossia "il Monocolo" (403-431)
7. al-Mundhir I ibn Nuʿmān ibn Imruʾ al-Qays (431-473)
8. al-Aswad ibn al-Mundhir ibn Nuʿmān (473-493)
9. al-Mundhir II ibn al-Mundhir, suo fratello (493-500)
10. Nuʿmān II ibn al-Aswad (500-504)
11. ʿAlqama Abū Yaʿfar (504-507)
12. Imruʾ al-Qays III ibn Nuʿmān (507-514)
13. al-Mundhir III ibn Imru' al-Qays (514-523)
14. al-Ḥārith ibn ʿAmr al-Kindī (523-527)
15. al-Mundhir IV ibn al-Mundhir (527-554)
16. ʿAmr III ibn Hind Muḍriṭ al-Ḥijāra (554-569)
17. Qābūs ibn Hind "suo fratello" (569-577)
18. Feshart Ouzayd (577-578)
19. al-Mundhir V ibn Qābūs ibn Māʾ al-Samāʾ (578-582)
20. Nuʿmān III ibn al-Mundhir "Abū Qābūs" (582-613)
21. Iyās ibn Qubayṣa al-Taʿyy (613-618)
22. Zādawayh il "Persiano" (618-638)-conquista islamica